# 希雷河
希雷河（英語：Shire River）位於马拉维南部及莫桑比克，全長402公里，是马拉维最长的河流，出自马拉维湖南端，在曼戈切8公里以南处流进马隆贝湖，从北到南流经马拉维南部的希雷高地，最终注入赞比西河，是赞比西河的主要支流之一。
希雷河位于东经35度16.37分，南纬14度28.68分，河床在东非大裂谷南端的谷底，河两岸的人口密度很高，马拉维人口约有一半住在希雷河流域。上游连接马拉维湖和马隆贝湖，中游为急湍和瀑布，下游则水面宽阔。

## 气候
- 热带草原气候
- 11月－4月为雨季
- 5月－10月为旱季
- 最热月：11月－12月
- 最凉月：7月
- 最热月平均气温：19－26度
- 最凉月平均气温：14－21度
- 年平均降水量（从西南往东地区）：635毫米
- 年平均降水量（从西南往北地区）：3000多毫米

## 水力

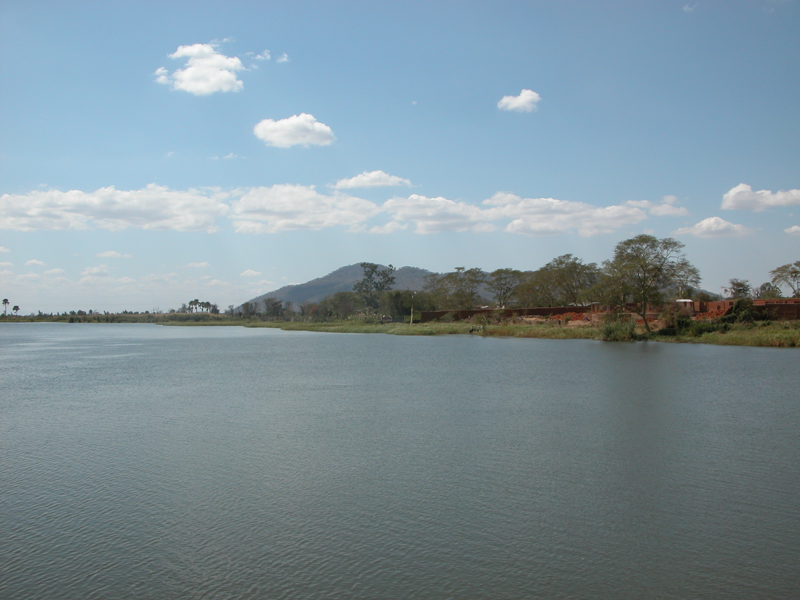
利翁代国家公园里的希雷河

利翁代的大水坝调节希雷河的流量，同时也防止水灾。
希雷河中游建有三座水电站，这些电站提供马拉维水力总发电量的75％水电。
布兰太尔市的工业用水与饮用水也依靠希雷河。

## 野生动物
- 河马：希雷河上游有大量河马群
- 水鸟：聚集在利翁代国家公园
- 鳄鱼：普遍分布在希雷河与马拉维湖

## 环境问题
有研究指出，希雷河上游多种鱼类已濒临绝迹。
希雷河流域受到威胁的生物还有：
- 天鹅
- 非洲野狗
- 黑犀

近几年马拉维湖水位一直下降构成希雷河枯竭的威胁，马拉维正面临电力工业受到严重冲击的可能性。